# Campeonato Europeo de Waterpolo Femenino de 1995
El VI Campeonato Europeo Femenino de waterpolo se celebró en Viena (Austria) entre el 18 y el 27 de agosto de 1995. Estuvo organizado por la Liga Europea de Natación (LEN) y regulado por un comité de la Federación Austríaca de Natación.

## Países participantes
| Grupo A  | Grupo B         | Grupo C      | Grupo D  |
| -------- | --------------- | ------------ | -------- |
| Francia  | República Checa | Grecia       | Alemania |
| Portugal | Reino Unido     | Países Bajos | Italia   |
| Rusia    | Hungría         | España       | Suiza    |

## Primera ronda
Los primeros clasificados de cada grupo pasan directamente a las semifinales mientras que los segundos y terceros se cruzan en cuartos de final.

### Grupo A
|    | Equipo   | Pts. | PJ | G | E | P | GF | GC | Dif. |
| -- | -------- | ---- | -- | - | - | - | -- | -- | ---- |
| 1. | Rusia    | 4    | 2  | 2 | 0 | 0 | 35 | 8  | +27  |
| 2. | Francia  | 2    | 2  | 1 | 0 | 1 | 20 | 18 | +2   |
| 3. | Portugal | 0    | 2  | 0 | 0 | 2 | 3  | 32 | -29  |

|  | Rusia | 19-1 | Portugal |  |  |

|  | Francia | 7-16 | Rusia |  |  |

|  | Francia | 13-2 | Portugal |  |  |

### Grupo B
|    | Equipo          | Pts. | PJ | G | E | P | GF | GC | Dif. |
| -- | --------------- | ---- | -- | - | - | - | -- | -- | ---- |
| 1. | Hungría         | 4    | 2  | 2 | 0 | 0 | 22 | 3  | +19  |
| 2. | Reino Unido     | 2    | 2  | 1 | 0 | 1 | 14 | 20 | -6   |
| 3. | República Checa | 0    | 2  | 0 | 0 | 2 | 9  | 22 | -13  |

|  | Hungría | 10-1 | República Checa |  |  |

|  | Reino Unido | 2-12 | Hungría |  |  |

|  | Reino Unido | 12-8 | República Checa |  |  |

### Grupo C
|    | Equipo       | Pts. | PJ | G | E | P | GF | GC | Dif. |
| -- | ------------ | ---- | -- | - | - | - | -- | -- | ---- |
| 1. | Países Bajos | 4    | 2  | 2 | 0 | 0 | 24 | 12 | +12  |
| 2. | Grecia       | 2    | 2  | 1 | 0 | 1 | 17 | 11 | +6   |
| 3. | España       | 0    | 2  | 0 | 0 | 2 | 10 | 28 | -18  |

|  | Países Bajos | 17-6 | España |  |  |

|  | Grecia | 6-7 | Países Bajos |  |  |

|  | Grecia | 10-5 | España |  |  |

### Grupo D
|    | Equipo   | Pts. | PJ | G | E | P | GF | GC | Dif. |
| -- | -------- | ---- | -- | - | - | - | -- | -- | ---- |
| 1. | Italia   | 4    | 2  | 2 | 0 | 0 | 27 | 5  | +22  |
| 2. | Alemania | 2    | 2  | 1 | 0 | 1 | 18 | 8  | +10  |
| 3. | Suiza    | 0    | 2  | 0 | 0 | 2 | 1  | 33 | -32  |

|  | Italia | 19-1 | Suiza |  |  |

|  | Alemania | 4-8 | Italia |  |  |

|  | Alemania | 14-0 | Suiza |  |  |

## Segunda ronda

### Grupo E
|    | Equipo   | Pts. | PJ | G | E | P | GF | GC | Dif. |
| -- | -------- | ---- | -- | - | - | - | -- | -- | ---- |
| 1. | Grecia   | 6    | 3  | 3 | 0 | 0 | 26 | 21 | +5   |
| 2. | Hungría  | 4    | 3  | 2 | 0 | 1 | 27 | 23 | +4   |
| 3. | Rusia    | 2    | 3  | 1 | 0 | 2 | 27 | 24 | +3   |
| 4. | Alemania | 0    | 3  | 0 | 0 | 3 | 25 | 37 | -12  |

|  | Rusia | 16-8 | Alemania |  |  |

|  | Hungría | 7-9 | Grecia |  |  |

|  | Alemania | 11-12 | Grecia |  |  |

|  | Rusia | 8-11 | Hungría |  |  |

|  | Hungría | 9-6 | Alemania |  |  |

|  | Grecia | 5-3 | Rusia |  |  |

### Grupo F
|    | Equipo       | Pts. | PJ | G | E | P | GF | GC | Dif. |
| -- | ------------ | ---- | -- | - | - | - | -- | -- | ---- |
| 1. | Países Bajos | 5    | 3  | 2 | 1 | 0 | 39 | 21 | +18  |
| 2. | Italia       | 5    | 3  | 2 | 1 | 0 | 33 | 19 | +14  |
| 3. | Francia      | 2    | 3  | 1 | 0 | 2 | 24 | 32 | -8   |
| 4. | Reino Unido  | 0    | 3  | 0 | 0 | 3 | 21 | 45 | -24  |

|  | Países Bajos | 16-4 | Reino Unido |  |  |

|  | Italia | 7-4 | Francia |  |  |

|  | Reino Unido | 11-12 | Francia |  |  |

|  | Países Bajos | 9-9 | Italia |  |  |

|  | Italia | 17-6 | Reino Unido |  |  |

|  | Países Bajos | 14-8 | Francia |  |  |

### Grupo G (9° a 12°)
|     | Equipo          | Pts. | PJ | G | E | P | GF | GC | Dif. |
| --- | --------------- | ---- | -- | - | - | - | -- | -- | ---- |
| 9.  | España          | 6    | 3  | 3 | 0 | 0 | 52 | 7  | +45  |
| 10. | República Checa | 3    | 3  | 1 | 1 | 1 | 22 | 25 | -3   |
| 11. | Portugal        | 2    | 3  | 1 | 0 | 2 | 13 | 38 | -25  |
| 12. | Suiza           | 1    | 3  | 0 | 1 | 2 | 16 | 33 | -17  |

|  | Portugal | 9-4 | Suiza |  |  |

|  | República Checa | 2-14 | España |  |  |

|  | España | 17-5 | Suiza |  |  |

|  | Portugal | 4-13 | República Checa |  |  |

|  | República Checa | 7-7 | Suiza |  |  |

|  | Portugal | 0-21 | España |  |  |

## Semifinales
|  | Hungría | 6-5 | Países Bajos |  |  |

|  | Grecia | 4-8 | Italia |  |  |

## Finales

### Por el 7° lugar
| 26 de agosto de 1995 | Alemania | 18-7 | Reino Unido |  |  |

### Por el 5° lugar
| 26 de agosto de 1995 | Rusia | 6-8 | Francia |  |  |

### Medalla de bronce
| 27 de agosto de 1995 | Países Bajos | 8-3 | Grecia |  |  |

### Medalla de oro
| 27 de agosto de 1995 | Italia | 7-5 | Hungría |  |  |

## Estadísticas

### Clasificación general
| Italia              |
| Hungría             |
| Países Bajos        |
| 4. Grecia           |
| 5. Francia          |
| 6. Rusia            |
| 7. Alemania         |
| 8. Reino Unido      |
| 9. España           |
| 10. República Checa |
| 11. Portugal        |
| 12. Suiza           |

## Premios individuales
- El jugador más Valioso
- Mejor Portero
- Máximo anotador